# Studio Dumbar
Studio Dumbar is een Nederlands ontwerpcollectief opgericht in 1977 door Gert Dumbar in Den Haag.

## Overzicht
Studio Dumbar is bekend geworden door grafisch ontwerp van huisstijlen en logo's voor onder andere het Holland Festival, het Nationale Toneel, het Nederlands Omroepproduktie Bedrijf, de Nederlandse politie, en het Rijksmuseum.
De studio was gelieerd aan het grafische ontwerpbureau Ping Pong Design en meubelfabrikant Artifort. Andere bekende betrokkenen waren de fotograaf Lex van Pieterson, grafisch ontwerper Joost Roozekrans, en letterontwerper Peter Verheul.
In 2016 werd Studio Dumbar overgenomen door het digitale bureau Dept, een samenwerkingsverband van 1.100 specialisten verspreid over Europa en Amerika. 

## Werken
Uitgevoerde opdrachten, een selectie
- 1982. Postzegel Nederland 1982, 200 jaar diplomatieke betrekkingen Nederland - Verenigde Staten van Amerika, 65 cent[4][5]
- 1982. Omslag van Italo Calvino's "Als op een winternacht een reiziger", uitgegeven door Uitgeverij Bert Bakker.
- 1986. Nieuwe vignet van het Holland Festival ter vervanging van acht jaar oudere beeldmerk van Benno Wissing.[6][7]
- 1987. Huisstijl voor gemeente Groningen.[8][9]
- 2014. Nieuw logo voor Mauritshuis, Den Haag.[10]

Onderscheidingen
- 1988. Design and Art Direction (D&AD) van Britse Designers & Art Directors Association.[9]

Exposities, een selectie
- 1987. Vingerplanten, drie manieren van illustreren (werk van Theo harten, Studio Dumbar, Sylvia Weve), Het Kruithuis Den Bosch.
- 1993. Ein Jahrhundert grafische Formgebung in den Niederlanden, Karmelitenkloster, Frankfurt.[11]
- 1996. Studio Dumbar: Behind the Seen. Kunsthal Rotterdam. T/m 12 mei.[2]

## Publicaties, een selectie
- Eye: The International Review of Graphic Design, nr. 17, Vol. 5, zomer 1995. Imp. Bruil & Van der Staaij.[12]
- Hanna Gerken, Studio Dumbar. Studio Dumbar, 1993.
- Wim Pijbes (ed.). Behind the Seen, Studio Dumbar, Verlag Hermann Schmidt Mainz, 1996.

## Afbeeldingen

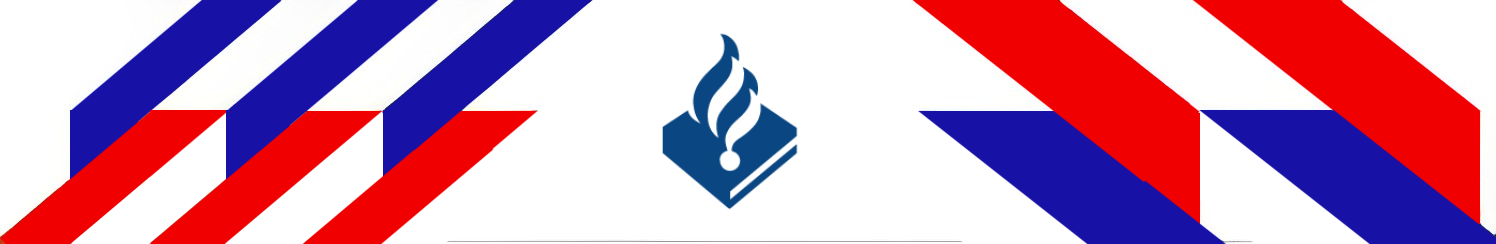
bzk-striping 1992 en oov-striping 2019 (samenwerking met NIPV)
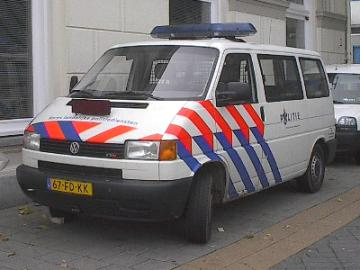
Surveillancebus van de politie
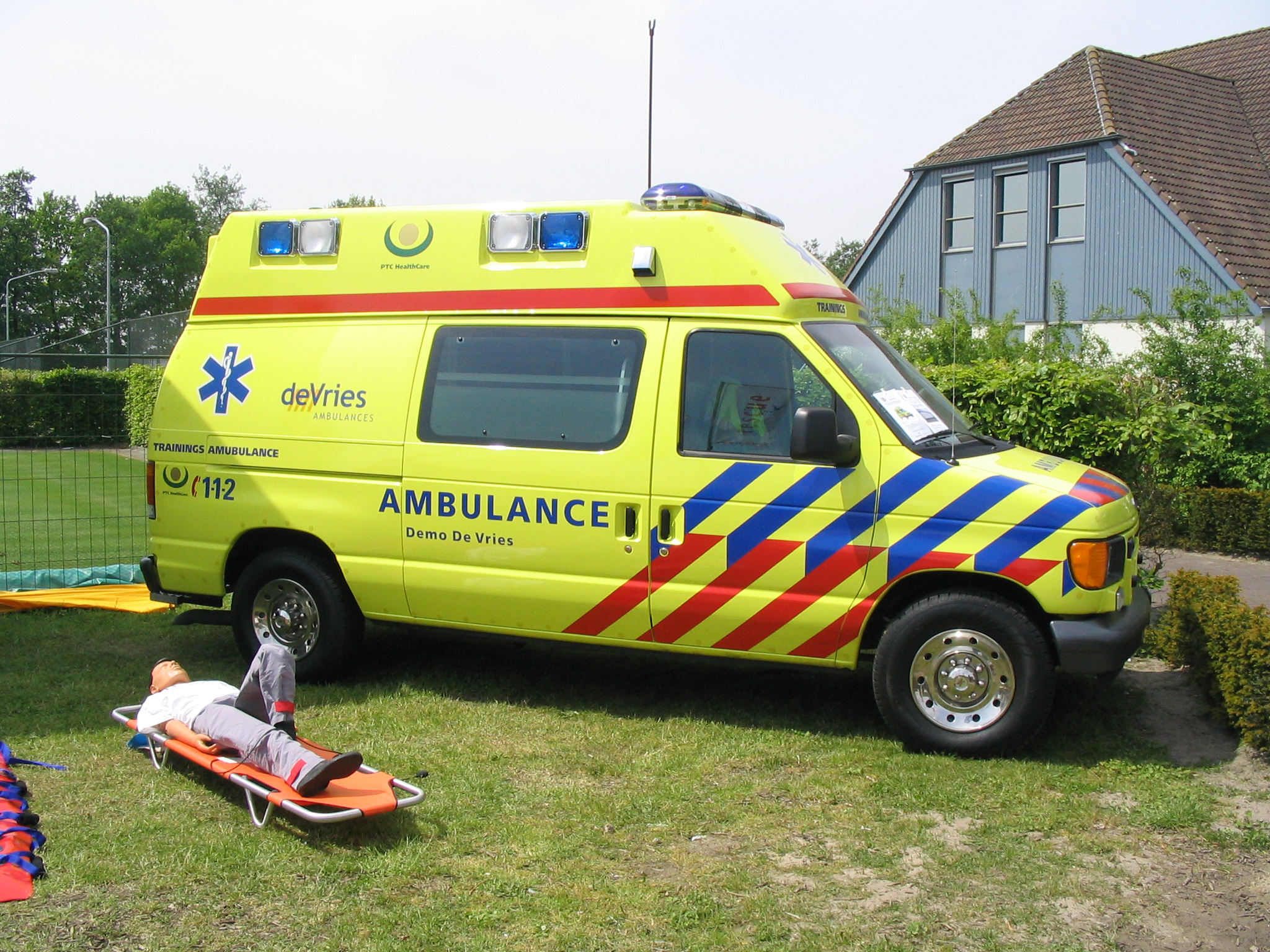
Demonstratieambulance met striping
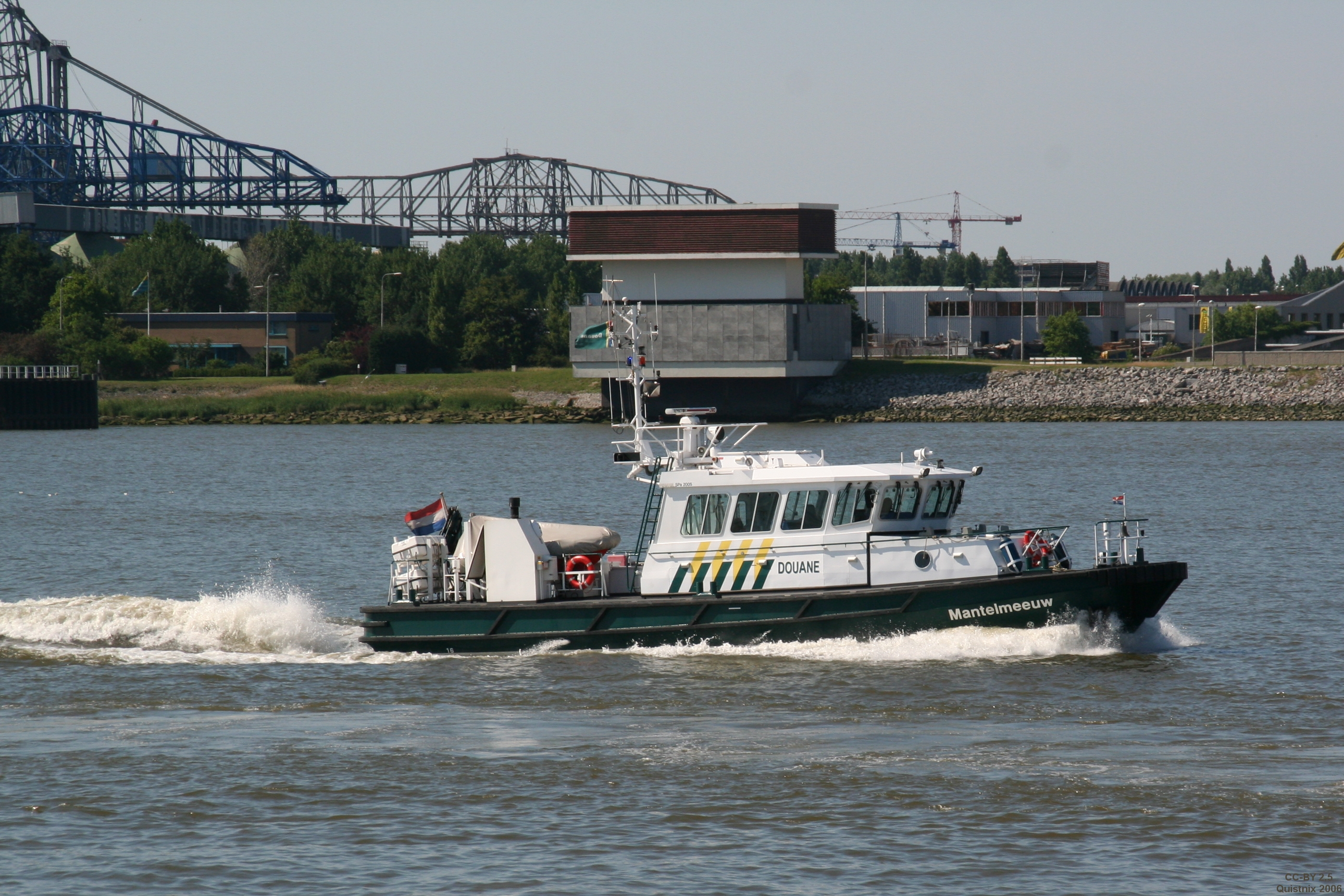
Douaneschip Mantelmeeuw (De douane gebruikt niet meer oov striping.)
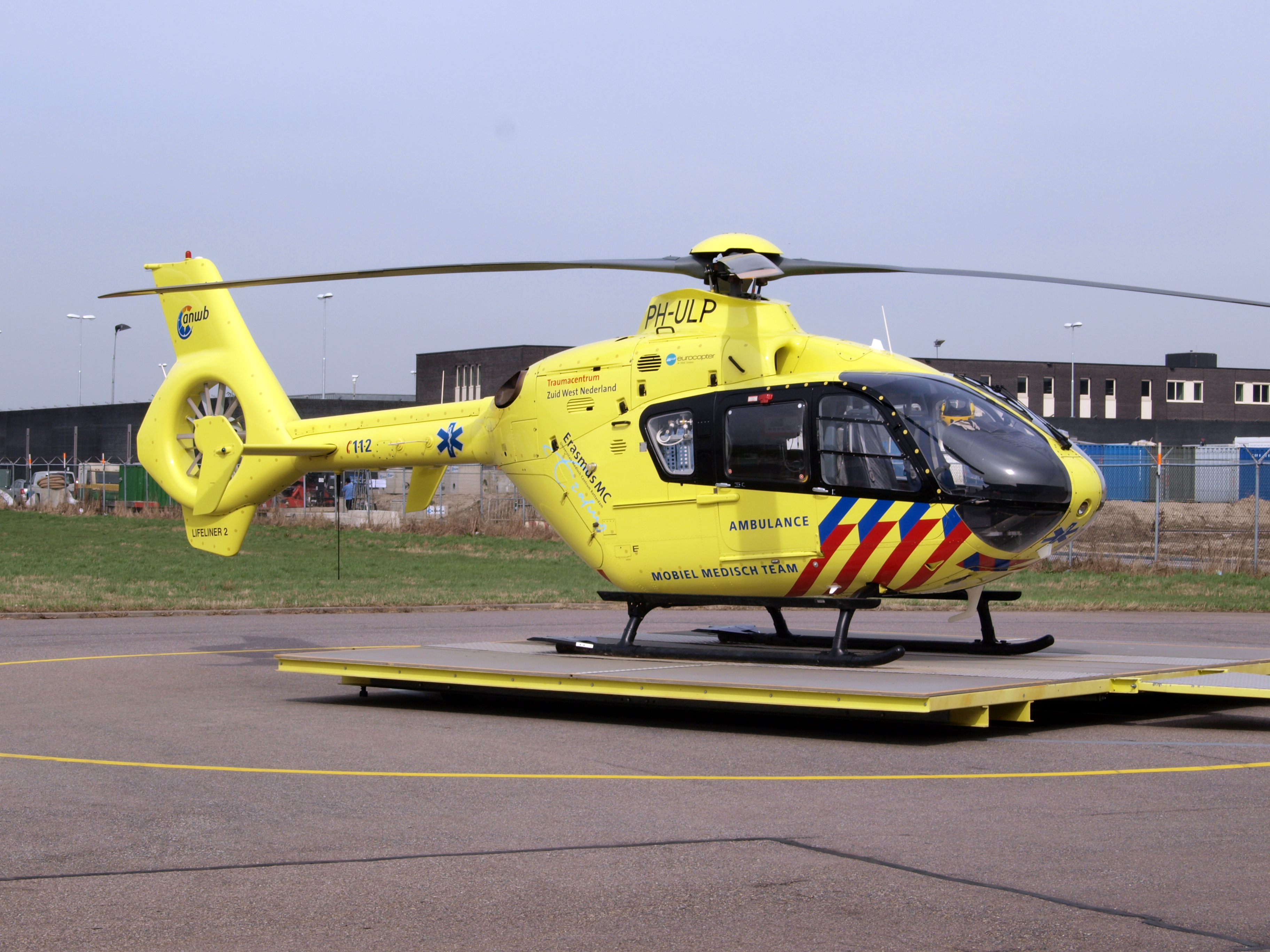
Eurocopter Ambulance
Rijkslogo, 2008-12
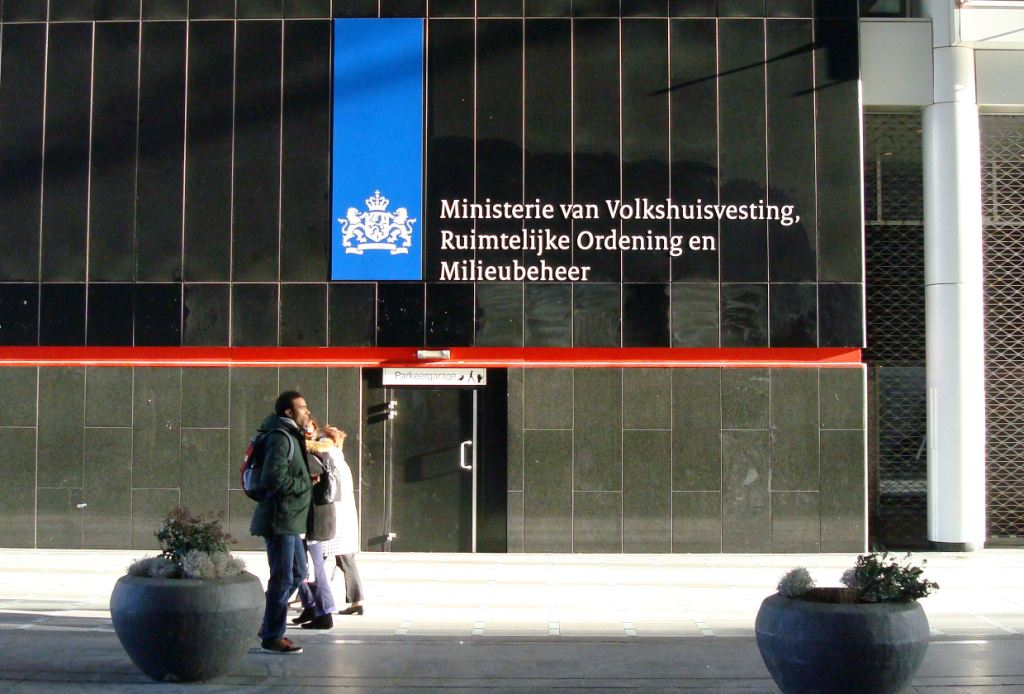
Rijkslogo op het ministerie van VROM.
Transavia logo.
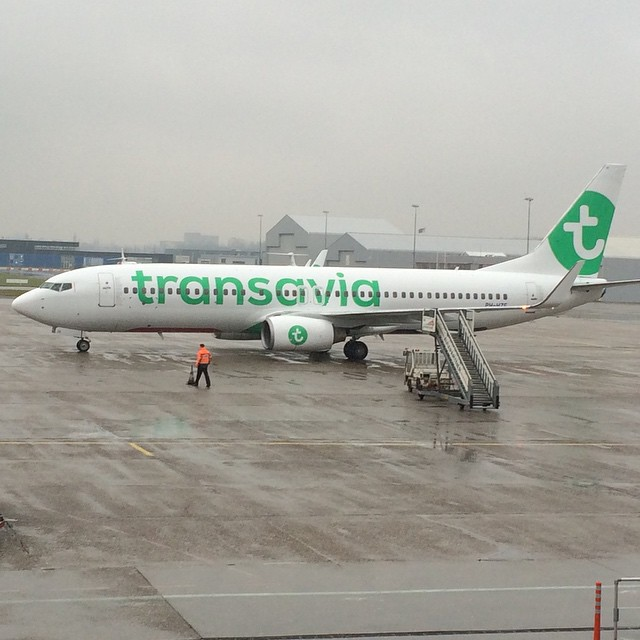
Boeing 737-800 van Transavia
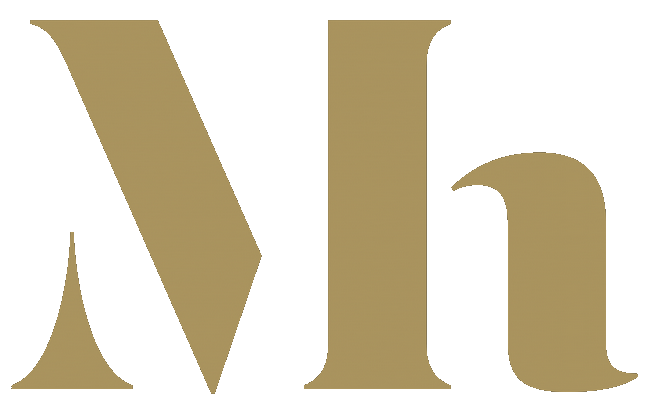
Mauritshuis museum logo, 2014
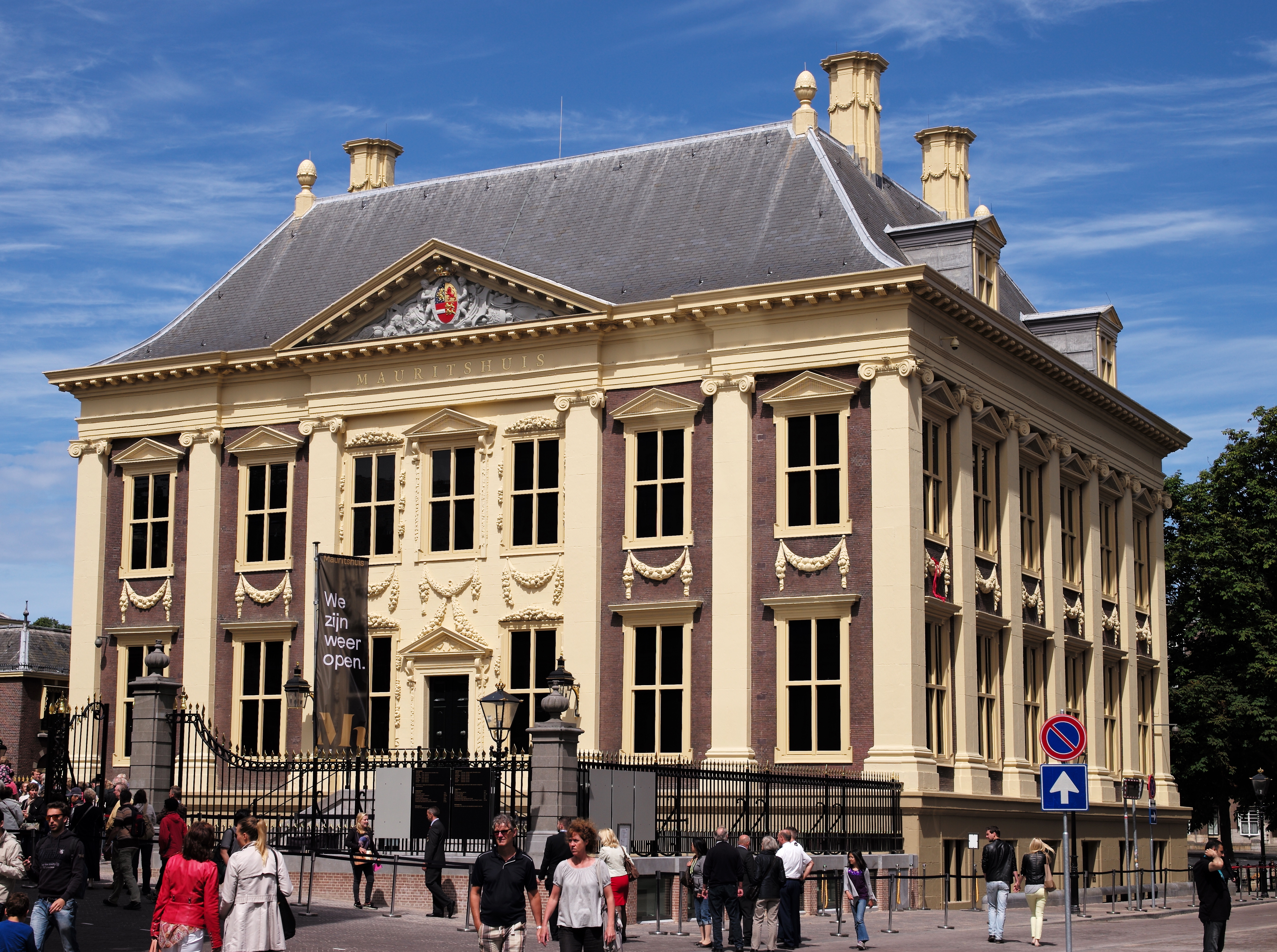
Mauritshuis Museum, 2014